# Joaquín Delgado

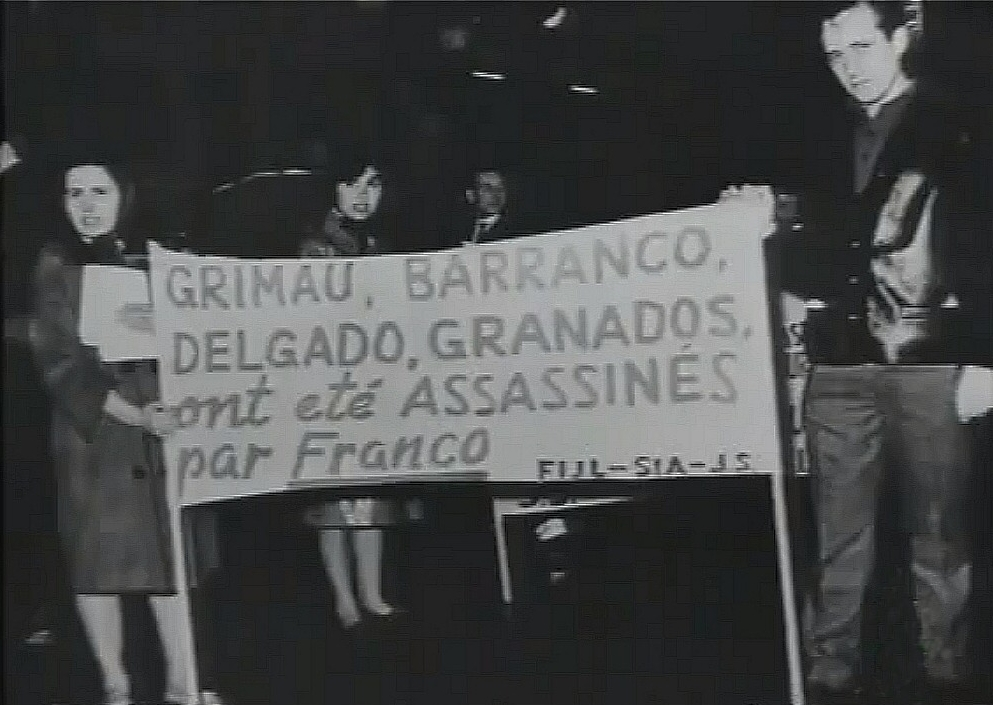
Protestation à Paris en 1963 contre les assassinats de Julián Grimau, Manuel Moreno Barranco, Francisco Granado et Joaquín Delgado.

Joaquín Delgado, né le 4 mars 1934 à Cardona (Catalogne) et mort garrotté le 17 août 1963 à Madrid (Espagne), est un militant anarcho-syndicaliste de la Federación Ibérica de Juventudes Libertarias (Fédération Ibérique des Jeunesses Libertaires).

## Biographie
En 1939, à la fin de la Guerre d'Espagne, il suit ses parents qui se réfugient en France, après la défaite du camp républicain.
C'est à Grenoble (Isère), qu'il milite au sein de la Fédération Ibérique des Jeunesses Libertaires, dont il devient le secrétaire.
Ouvrier ébéniste, fraiseur, puis dessinateur de générique pour des émissions de télévision, il s'engage plus avant dans l'activisme antifranquiste.
C'est en tant que membre de la section clandestine de l’organisation libertaire Défense Intérieure - créée en 1961, au sein du mouvement libertaire - qu'il est envoyé en juillet 1963, à Madrid, avec Francisco Granados avec pour mission de prendre des contacts en vue d'organiser un attentat contre le caudillo Francisco Franco.
Le 29 juillet 1963, deux attentats sont commis à Madrid : un à la Direction générale de la Sécurité (31 blessés, dont 3 graves) et un autre au siège des syndicats phalangistes (pas de victimes).
Le 1er août, Francisco Granado et Joaquin Delgado sont arrêtés, tous deux en possession d'armes et d'explosif, ils nient - sous la torture - leur participation à ces attentats.
Jugés de manière expéditive par le Conseil de guerre du « Tribunal militaire spécial des activités extrémistes », ils sont condamnés à mort malgré le démenti de l’organisation Défense Intérieure, qui affirme que les deux véritables auteurs des attentats sont déjà en sécurité en France.
Le 17 août 1963, dans la prison de Carabanchel, à Madrid, Francisco Granado et Joaquin Delgado sont exécutés au garrot « vil ».
En 1999, leurs familles tentent, sans succès, un recours en révision de leur condamnation à mort devant le Tribunal Constitutionnel.

### Engagement dans la Franc-Maçonnerie
Le 22 avril 1960, il est initié en Franc-maçonnerie à la Loge Les Apprentis Éternels du Grand Orient de France à Grenoble.

## Documentaire
- Granados et Delgado, un crime légal, Arte, 4 décembre 1996, critique.